# A Zalaegerszegi TE FC 2013–2014-es szezonja
A Zalaegerszegi TE FC a 2013–2014-es szezonban az NB II-ben indul, miután a 2012–2013-as NB II Nyugati-csoportjában a 4. helyen zárt.

## Változások a csapat keretében
| Érkezők nyáron - Tanque (Egri FC) - Csordás Szabolcs (Csákvári TK, kölcsönből vissza) - Vörös Ákos (Hévíz FC, kölcsönből vissza) - Mavolo Paolo (Nagykanizsai TE, kölcsönből vissza) - Jasarevics Mahir (Lombard Pápa, kölcsönből vissza) - Vayer Gábor (Paksi FC) - Czirjék Zoltán (Puskás Akadémia FC) - Kulcsár Kornél (Haladás, kölcsönbe) - Preklet Csaba (Eger) - Buzás Viktor (REAC) - Holdampf Gergő (Chemnitzer FC U19) | Távozók nyáron - Kocsárdi Gergely (visszavonult) - Mouhamadou Seye (Lombard Pápa, kölcsönből vissza) - Aleksandr Tishkevich (FK Kruoja Pakruojis) - Budovinszky Krisztián (szabadon igazolható) - Pavol Penksa (szabadon igazolható) - Babos Barnabás (szabadon igazolható) - Vörös Ákos (Körmendi FC, kölcsönbe) - Jasarevics Mahir (Andráshida SC, kölcsönbe) - Mavolo Paolo (Andráshida SC) - Csordás Szabolcs (Nyíregyháza Spartacus) |

| Érkezők télen - Kovács Mátyás (Csepel, kölcsönbe) - Tóth László (Haladás) - Vittman Ádám (Andráshida, kölcsönből vissza) | Távozók télen - Máté Péter (szerződésbontás) - Buzás Viktor (Maglód) - Safet Jahič (Kaposvári Rákóczi) - Kulcsár Kornél (Haladás, kölcsönből vissza) - Nánási Balázs (Vasas) - Darko Pavićević (Kecskeméti) - Pál Dávid (Vasas) - Vayer Gábor (Purbach) - Vágó Levente (Szigetszentmiklós) - Szegleti Gergely (Andráshida, kölcsönbe) |

További források:
transfermarkt.de

## Mérkőzések

### Felkészülési mérkőzések 2013 nyarán
Győzelem
      Döntetlen
      Vereség
| Időpont       | Mérkőzés                                  | Eredmény   | ZTE-s gólszerző(k)                            | Megjegyzés         |
| ------------- | ----------------------------------------- | ---------- | --------------------------------------------- | ------------------ |
| július 6.     | Mladost Prelog – Zalaegerszegi TE         | 1–1 b: 2–4 | Seye                                          | 45 perces mérkőzés |
| július 6.     | Nafta Lendava – Zalaegerszegi TE          | 1–0        | –                                             | 45 perces mérkőzés |
| július 10.    | Zalaegerszegi TE – Zala megyei válogatott | 2–1        | Hajdú, Pavićević                              |                    |
| július 13.    | Lombard Pápa – Zalaegerszegi TE           | 0–0        | –                                             |                    |
| július 17.    | Zalaegerszegi TE – Siófok                 | 1–0        | Hajdú                                         |                    |
| július 20.    | Haladás – Zalaegerszegi TE                | 1–1        | Frizoni                                       |                    |
| július 25.    | Qəbələ – Zalaegerszegi TE                 | 3–0        |                                               |                    |
| július 27.    | Simurq – Zalaegerszegi TE                 | 1–0        |                                               |                    |
| július 31.    | Zalaegerszegi TE – Veszprém               | 4–1        | Vayer, Pavićević (2), Babati                  |                    |
| augusztus 3.  | Csáktornya – Zalaegerszegi TE             | 1–1        | Babati                                        |                    |
| augusztus 7.  | Zalaegerszegi TE – Balatonfüred           | 1–2        | Grbić                                         |                    |
| augusztus 21. | Zalaegerszegi TE – Al Nasr SC             | 6–3        | Pavićević (2), Kovács, Babati, Vágó, Szegleti |                    |

### Felkészülési mérkőzések 2014 telén
Győzelem
      Döntetlen
      Vereség
| Időpont     | Mérkőzés                             | Eredmény | ZTE-s gólszerző(k)     |
| ----------- | ------------------------------------ | -------- | ---------------------- |
| január 22.  | Zalaegerszegi TE – Haladás II        | 3–2      | Nánási (2), Tanque     |
| január 25.  | Hartberg – Zalaegerszegi TE          | 1–3      | Nánási, Tanque, Kocsis |
| január 29.  | Zalaegerszegi TE – Lombard Pápa      | 1–2      | Simonfalvi             |
| február 1.  | Zalaegerszegi TE – Nagyatád          | 1–0      | Simonfalvi             |
| február 12. | Zalaegerszegi TE – Hévíz             | 3–1      | Kovács, Frizoni, Bíró  |
| február 15. | Zalaegerszegi TE – Zavrč             | 2–0      | Grbić, Kocsis          |
| február 19. | Soproni VSE-GYSEV – Zalaegerszegi TE | 1–0      | [ 23 ]                 |
| február 22. | Zalaegerszegi TE – Sesvete           | 2–3      | Grbić, Tanque          |

### Ness Hungary NB II 2013–14
Győzelem
      Döntetlen
      Vereség

#### Őszi fordulók
| 2013. augusztus 17. 16:30 |

| Kozármisleny | 0 – 0               | Zalaegerszeg |
| ------------ | ------------------- | ------------ |
|              | (0 – 0) Jegyzőkönyv | 58' Vayer    |

| Kozármisleny SE Sporttelep, Kozármisleny Nézőszám: 300 Játékvezető: Kovács J. Zoltán |

| 2013. augusztus 24. 19:00 |

| Zalaegerszeg                                                       | 2 – 2               | Ajka                                                        |
| ------------------------------------------------------------------ | ------------------- | ----------------------------------------------------------- |
| Pavićević 5' Babati 56' 89' Kornél 56' Frizoni 90+1' Preklet 90+3′ | (1 – 1) Jegyzőkönyv | 15' 62' Mihalecz 55' Skriba 50' Sipos 55' Hanzl 73' Horváth |

| ZTE Aréna, Zalaegerszeg Nézőszám: 2025 Játékvezető: Farkas Tibor |

| 2013. augusztus 31. 17:30 |

| Dunaújváros                                         | 3 – 0               | Zalaegerszeg |
| --------------------------------------------------- | ------------------- | ------------ |
| Lázár 33' Godslove 50' Urbán 59' Csehi 41' Böőr 61′ | (1 – 0) Jegyzőkönyv | 61' Vágó     |

| Dunaújváros Stadion, Dunaújváros Nézőszám: 1350 Játékvezető: Varga László |

| 2013. szeptember 7. 18:00 |

| Zalaegerszeg                                                                          | 3 – 1               | Békéscsaba                                                                      |
| ------------------------------------------------------------------------------------- | ------------------- | ------------------------------------------------------------------------------- |
| Kulcsár 14' 50' 51' Nánási 21' Bogunović 45′ Frizoni 65' Buzás 68' Nagy 82' Jahič 88' | (2 – 0) Jegyzőkönyv | 55' 60' Balogh 36′, 45′ Voiculeţ 53' Tölgyesi 59' Albert 75' Lucas 90+2' Király |

| ZTE Aréna, Zalaegerszeg Nézőszám: 1526 Játékvezető: Pintér Csaba |

| 2013. szeptember 14. 16:30 |

| Vasas                                       | 2 – 0               | Zalaegerszeg                       |
| ------------------------------------------- | ------------------- | ---------------------------------- |
| Gál 41' Horváth 81' dos Santos 66' Vida 88' | (1 – 0) Jegyzőkönyv | 18' Pavićević 45' Máté 85' Kulcsár |

| Illovszky Rudolf Stadion, Budapest Játékvezető: Lovas László |

| 2013. szeptember 20. 15:30 |

| Zalaegerszeg                                  | 1 – 4               | Nyíregyháza                                                                        |
| --------------------------------------------- | ------------------- | ---------------------------------------------------------------------------------- |
| Pavićević 76' Nánási 13' Preklet 46' Máté 88′ | (0 – 3) Jegyzőkönyv | 10' Gengeliczki 28' 43' Bajzát 45' Paku 83' Sándor 61' Szokol 72' Rubus 81' Balogh |

| ZTE Aréna, Zalaegerszeg Nézőszám: 1000 Játékvezető: Radványi Ádám |

| 2013. szeptember 28. 16:00 |

| Tatabánya                          | 1 – 2               | Zalaegerszeg                                                     |
| ---------------------------------- | ------------------- | ---------------------------------------------------------------- |
| Szabó 90+1' Weitner 39' Bozsik 48' | (0 – 2) Jegyzőkönyv | 24' 41' Pavićević 34' Simonfalvi 68' Preklet 69' Hajdú 82' Jahič |

| Grosics Gyula Stadion, Tatabánya Játékvezető: Kovács J. Zoltán |

| 2013. október 5. 15:00 |

| Cegléd               | 0 – 1               | Zalaegerszeg                                         |
| -------------------- | ------------------- | ---------------------------------------------------- |
| Farkas 56' Koncz 87' | (0 – 0) Jegyzőkönyv | 90+1' 77' Babati 55' Bogunović 78' Nánási 90+2' Vágó |

| CVSE Malomtó széli sporttelep, Cegléd Nézőszám: 150 Játékvezető: Takács János |

| 2013. október 12. 17:00 |

| Zalaegerszeg                                                                  | 4 – 0               | Sopron                           |
| ----------------------------------------------------------------------------- | ------------------- | -------------------------------- |
| Pavićević 10' 32' Frizoni 56' Kulcsár 72' Bogunović 1' Grbić 67' Babati 90+1' | (2 – 0) Jegyzőkönyv | 30' Baranyai 38′ Halasi 66' Gaál |

| ZTE Aréna, Zalaegerszeg Nézőszám: 2000 Játékvezető: Szilasi Szabolcs |

| 2013. október 20. 14:30 |

| Balmazújváros                                                  | 2 – 0               | Zalaegerszeg                           |
| -------------------------------------------------------------- | ------------------- | -------------------------------------- |
| Müller 64' Urbin 83' Demjén 45' Oláh 68' Szőllősi 79' Kiss 85' | (0 – 0) Jegyzőkönyv | 35' Frizoni 38' Babati 50′, 70′ Kovács |

| Városi Sportpálya, Balmazújváros Nézőszám: 300 Játékvezető: Kovács J. Zoltán |

| 2013. október 26. 16:00 |

| Zalaegerszeg                                           | 3 – 1               | Gyirmót                                  |
| ------------------------------------------------------ | ------------------- | ---------------------------------------- |
| Pavićević 1' 47' Frizoni 76' 90+3' Hajdú 17' Grbić 57' | (1 – 1) Jegyzőkönyv | 40' Beliczky 8' Lázár 46' Graszl 65' Sós |

| ZTE Aréna, Zalaegerszeg Játékvezető: Botló Béla |

| 2013. november 2. 15:30 |

| Szolnok              | 0 – 1               | Zalaegerszeg                                              |
| -------------------- | ------------------- | --------------------------------------------------------- |
| Sipeki 81' Fritz 85' | (0 – 0) Jegyzőkönyv | 87' Frizoni 33' Simonfalvi 63' Grbić 75' Nagy 82' Kulcsár |

| Tiszaligeti stadion, Szolnok Játékvezető: Veizer Roland |

| 2013. november 8. 15:30 |

| Zalaegerszeg                                  | 1 – 1               | Siófok                                       |
| --------------------------------------------- | ------------------- | -------------------------------------------- |
| Pavićević 40' (11-esből) Kovács 65' Grbić 81' | (1 – 1) Jegyzőkönyv | 18' Papp Sz. 24' Gárdos 73' Papp M. 89' Futó |

| ZTE Aréna, Zalaegerszeg Játékvezető: Varga László |

| 2013. november 16. 13:00 |

| Kisvárda                                  | 3 – 1               | Zalaegerszeg                                            |
| ----------------------------------------- | ------------------- | ------------------------------------------------------- |
| Pavlov 12' Ramos 71' Molnár 88' Nacsa 81' | (1 – 0) Jegyzőkönyv | 85' 34' Simonfalvi 15' Bogunović 17' Babati 53' Frizoni |

| Várkert Sportpálya, Kisvárda Játékvezető: Szőts Gergely |

| 2013. november 23. 15:00 |

| Zalaegerszeg                                                                          | 4 – 2               | Szigetszentmiklós                                                                        |
| ------------------------------------------------------------------------------------- | ------------------- | ---------------------------------------------------------------------------------------- |
| Simonfalvi 6' 85' Grbić 45' (11-esből) Pavićević 60' Nánási 90' Sluka 49' Kulcsár 85' | (2 – 1) Jegyzőkönyv | 10' Takács 58' Bonifert 40' Kollega 43' Barna 45' Kvekveskiri 45′ Jakovljević 53' Kornis |

| ZTE Aréna, Zalaegerszeg Nézőszám: 400 Játékvezető: Böcskei Balázs |

#### Tavaszi fordulók
| 2013. november 30. 15:00 |

| Zalaegerszeg                                               | 2 – 1               | Kozármisleny                 |
| ---------------------------------------------------------- | ------------------- | ---------------------------- |
| Bogunović 16' 36' Holdampf 46' 61' Simonfalvi 7' Hajdú 49' | (2 – 1) Jegyzőkönyv | 90+2' 43' Fenyvesi 43' Szabó |

| ZTE Aréna, Zalaegerszeg Játékvezető: Pintér Csaba |

| 2014. március 1. 14:30 |

| Ajka                                              | 1 – 1               | Zalaegerszeg                     |
| ------------------------------------------------- | ------------------- | -------------------------------- |
| Lattenstein 36' Mogyorósi 32' Sipos 52' Fodor 67' | (1 – 1) Jegyzőkönyv | 37' Grbić 40' Sluka 81' Holdampf |

| FC Ajka Sporttelep, Ajka Játékvezető: Botló Béla |

| 2014. március 8. 16:00 |

| Zalaegerszeg                                           | 2 – 2               | Dunaújváros                       |
| ------------------------------------------------------ | ------------------- | --------------------------------- |
| Vittman 48' 51' Simonfalvi 63' Sluka 81' Preklet 90+2' | (0 – 1) Jegyzőkönyv | 24' Burucz 90+2' Urbin 60' Villám |

| ZTE Aréna, Zalaegerszeg Játékvezető: Szilasi Szabolcs |

| 2014. március 14. 15:00 |

| Békéscsaba                                   | 0 – 0               | Zalaegerszeg                           |
| -------------------------------------------- | ------------------- | -------------------------------------- |
| Koszó 31' Balog 33' Leucuță 48' Mosquera 77' | (0 – 0) Jegyzőkönyv | 16' Bogunović 69' Preklet 90+2' Babati |

| Kórház utcai stadion, Békéscsaba Játékvezető: Kovács J. Zoltán |

| 2014. március 22. 16:00 |

| Zalaegerszeg                                        | 0 – 1               | Vasas                                        |
| --------------------------------------------------- | ------------------- | -------------------------------------------- |
| Hajdú 25' Sluka 32' Preklet 53' Kovács 76' Nagy 78' | (0 – 0) Jegyzőkönyv | 75' Berecz 71' Horváth 85' Ferenczi 87' Grúz |

| ZTE Aréna, Zalaegerszeg Játékvezető: Botló Béla |

| 2014. március 28. 15:30 |

| Nyíregyháza                            | 3 – 0               | Zalaegerszeg                                  |
| -------------------------------------- | ------------------- | --------------------------------------------- |
| Bajzát 14' 78' Sándor 85' Pákolicz 70' | (1 – 0) Jegyzőkönyv | 8' Frizoni 36' Tanque 68' Holdampf 71' Kocsis |

| Nyíregyháza Városi Stadion, Nyíregyháza Játékvezető: Böcskei Balázs |

| 2014. április 5. 16:00 |

| Zalaegerszeg                                                     | 2 – 2               | Tatabánya                                           |
| ---------------------------------------------------------------- | ------------------- | --------------------------------------------------- |
| Bogunović 32' 62' Frizoni 67' Holdampf 5' Preklet 20' Babati 75' | (0 – 1) Jegyzőkönyv | 33' Bakos 64' Szabó 27' Almási 38' Zámbó 61' Bozsik |

| ZTE Aréna, Zalaegerszeg Játékvezető: Pintér Csaba |

| 2014. április 12. 18:00 |

| Zalaegerszeg                         | 2 – 0               | Cegléd                    |
| ------------------------------------ | ------------------- | ------------------------- |
| Frizoni 26' Grbić 16' 37' Tanque 39′ | (2 – 0) Jegyzőkönyv | 22' Farkas 13′, 36′ Tisza |

| ZTE Aréna, Zalaegerszeg Nézőszám: 1530 Játékvezető: Radványi Ádám |

| 2014. április 19. 16:00 |

| Sopron                                                    | 3 – 3               | Zalaegerszeg                               |
| --------------------------------------------------------- | ------------------- | ------------------------------------------ |
| Deme 24' (11-esből) Faggyas 30' 41' Fazakas 1' Sifter 75' | (3 – 2) Jegyzőkönyv | 19' 44' Preklet 43' Baranyai 82' Bogunović |

| Káposztás utcai Stadion, Sopron Játékvezető: Szőts Gergely |

| 2014. április 26. 18:00 |

| Zalaegerszeg                                                        | 2 – 2               | Balmazújváros                               |
| ------------------------------------------------------------------- | ------------------- | ------------------------------------------- |
| Vittman 19' 27' Bogunović 42' Sluka 75′, 79′ Kocsis 83′ Preklet 91' | (2 – 2) Jegyzőkönyv | 39' Demjén 44' Forgács 13' Bokros 51' Kónya |

| ZTE Aréna, Zalaegerszeg Játékvezető: Berger József |

| 2014. május 2. 17:00 |

| Gyirmót                                       | 5 – 1               | Zalaegerszeg                |
| --------------------------------------------- | ------------------- | --------------------------- |
| Oross 5' 71' 78' Magasföldi 34' Andorka 90+1' | (2 – 0) Jegyzőkönyv | 59' Kovács 17′, 33′ Preklet |

| Ménfői úti stadion, Győr, Gyirmót Játékvezető: Szilasi Szabolcs |

| 2014. május 9. 15:30 |

| Zalaegerszeg         | 0 – 0               | Szolnok                          |
| -------------------- | ------------------- | -------------------------------- |
| Tanque 32' Sluka 48' | (0 – 0) Jegyzőkönyv | 10' Fritz 18' Vári 90+2' Zsolnai |

| ZTE Aréna, Zalaegerszeg Játékvezető: Botló Béla |

| 2014. május 17. 18:00 |

| Siófok                                                 | 3 – 3               | Zalaegerszeg                                                |
| ------------------------------------------------------ | ------------------- | ----------------------------------------------------------- |
| Pécseli 19' Dajić 26' Futó 63' Ivancsics 37' Fehér 85' | (2 – 0) Jegyzőkönyv | 49' 74' Grbić 87' Bogunović 90+2' 90+2' Vittman 83' Frizoni |

| Révész Géza utcai stadion, Siófok Játékvezető: Böcskei Balázs |

| 2014. május 4. 16:30 |

| Zalaegerszeg                     | 1 – 1               | Kisvárda                      |
| -------------------------------- | ------------------- | ----------------------------- |
| Vittman 63' Hajdú 71' Kocsis 81' | (0 – 0) Jegyzőkönyv | 90' Fodor 32' Oláh 84' Pavlov |

| ZTE Aréna, Zalaegerszeg Nézőszám: 1500 Játékvezető: Erdős József |

| 2014. május 31. 18:00 |

| Szigetszentmiklós                             | 2 – 1               | Zalaegerszeg                                             |
| --------------------------------------------- | ------------------- | -------------------------------------------------------- |
| Vágó 69' Khous 88' 88' Takács 44' Majoros 50' | (0 – 1) Jegyzőkönyv | 42' Kocsis 26' Simonfalvi 69' Sluka 73' Tóth 89' Ferencz |

| Szigetszentmiklósi TK Sporttelep, Szigetszentmiklós Játékvezető: Nazsa Tamás |

#### Tabella
| #   | Csapat                    | M  | GY | D  | V  | G+ – G– | GK  | P  | Megjegyzések |
| --- | ------------------------- | -- | -- | -- | -- | ------- | --- | -- | ------------ |
| 1.  | Nyíregyháza Spartacus     | 30 | 20 | 6  | 4  | 57–23   | +34 | 66 | NB I         |
| 2.  | Dunaújváros PASEÚ         | 30 | 19 | 5  | 6  | 50–25   | +25 | 62 | NB I         |
| 3.  | Gyirmót                   | 30 | 17 | 6  | 7  | 63–33   | +30 | 57 |              |
| 4.  | Vasas                     | 30 | 16 | 4  | 10 | 59–43   | +16 | 52 |              |
| 5.  | FGSZ Siófok               | 30 | 13 | 10 | 7  | 44–36   | +8  | 49 |              |
| 6.  | Békéscsabai Előre         | 30 | 12 | 7  | 11 | 50–43   | +7  | 43 |              |
| 7.  | Ajka                      | 30 | 12 | 7  | 11 | 46–44   | +2  | 43 |              |
| 8.  | Balmaz Kamilla Gyógyfürdő | 30 | 11 | 8  | 11 | 49–48   | +1  | 41 |              |
| 9.  | Zalaegerszegi TE          | 30 | 9  | 12 | 9  | 43–48   | −5  | 39 |              |
| 10. | Soproni VSE-GYSEV         | 30 | 10 | 8  | 12 | 40–47   | −7  | 38 |              |
| 11. | SZTK-Erima                | 30 | 10 | 7  | 13 | 31–41   | −10 | 37 |              |
| 12. | Szolnoki MÁV-Stadler Rail | 30 | 10 | 6  | 14 | 39–41   | −2  | 36 |              |
| 13. | Ceglédi VSE               | 30 | 9  | 4  | 17 | 33–53   | −20 | 31 |              |
| 14. | Kisvárda-Master GoodÚ     | 30 | 7  | 10 | 13 | 39–44   | −5  | 31 | NB III       |
| 15. | Kozármisleny              | 30 | 5  | 6  | 19 | 24–49   | −25 | 21 | NB III       |
| 16. | Tatabánya                 | 30 | 4  | 6  | 20 | 24–73   | −49 | 18 | NB III       |

Utolsó frissítés: 2014. június 2. 
Forrás: MLSZ adatbank 
A rangsorolás alapszabályai: 1. összpontszám, 2. győzelmek száma, 3. gólkülönbség, 4. szerzett gólok száma, 5. egymás elleni eredmények összpontszáma,  6. egymás elleni eredmények gólkülönbsége, 7. egymás elleni eredmények szerzett góljainak száma, 8. egymás elleni eredmények idegenben szerzett góljainak száma.
(B): Bajnokcsapat, (K): Kieső csapat, (F): Feljutó csapat, (I): Kupainduló, (R): A rájátszás győztese, (KGY): Kupagyőztes

### Magyar kupa
Győzelem
      Döntetlen
      Vereség
1. forduló
| 2013. augusztus 11. 17:00 |

| FC Nagyberki (Megye I) | 0 – 5               | Zalaegerszeg                                                                                |
| ---------------------- | ------------------- | ------------------------------------------------------------------------------------------- |
| Juhász 77' Pető 83'    | (0 – 4) Jegyzőkönyv | 9' 17' Grbić 11' Bíró 12' 62' (11-esből) Vayer 58' Szegleti 65' Nánási 76' Vágó 83' Frizoni |

| Kaposvölgye VSC Sporttelep, Nagyberki Játékvezető: Botló Béla |

2. forduló
| 2013. augusztus 28. 19:30 |

| Zalaegerszeg                 | 1 – 2               | Ajka (NB II)                                                  |
| ---------------------------- | ------------------- | ------------------------------------------------------------- |
| Pavićević 57' Simonfalvi 63' | (0 – 0) Jegyzőkönyv | 56' 74' Sowunmi 30' Jagodics 37' Hanzl 86' Horváth 89' Skriba |

| ZTE Aréna, Zalaegerszeg Játékvezető: Böcskei Balázs |

### Ligakupa
Győzelem
      Döntetlen
      Vereség

#### H csoport
| 2013. szeptember 4. 18:00 |

| Pécsi MFC                          | 3 – 0               | Zalaegerszeg |
| ---------------------------------- | ------------------- | ------------ |
| Lantos 25' Beke 42' 49' Városi 83' | (2 – 0) Jegyzőkönyv | 23' Vágó     |

| PMFC Stadion, Pécs Játékvezető: Szőts Gergely |

| 2013. szeptember 11. 17:30 |

| Zalaegerszeg | 0 – 3               | Kaposvári Rákóczi                         |
| ------------ | ------------------- | ----------------------------------------- |
|              | (0 – 2) Jegyzőkönyv | 5' Dominić 41' Lucas 61' Vručina 71' Oláh |

| ZTE Aréna, Zalaegerszeg Nézőszám: 200 Játékvezető: Kovács J. Zoltán |

| 2013. október 9. 16:30 |

| Zalaegerszeg | 0 – 1               | Siófok                  |
| ------------ | ------------------- | ----------------------- |
|              | (0 – 0) Jegyzőkönyv | 72' Vólent 90' Szöllősi |

| ZTE Aréna, Zalaegerszeg Játékvezető: Botló Béla |

| 2013. október 16. 15:00 |

| Siófok                                          | 3 – 1               | Zalaegerszeg                    |
| ----------------------------------------------- | ------------------- | ------------------------------- |
| Horváth 16' Dajić 48' Szöllősi 88' Menyhárt 56' | (1 – 1) Jegyzőkönyv | 13' Szegleti 52' Tóth 60' Dufka |

| Révész Géza utcai stadion, Siófok Játékvezető: Pintér Csaba |

| 2013. november 13. 13:00 |

| Kaposvári Rákóczi                                         | 4 – 0               | Zalaegerszeg |
| --------------------------------------------------------- | ------------------- | ------------ |
| Dominić 10' Mărkuș 40' 53' Vručina 69' Oláh 24' Böjte 43' | (2 – 0) Jegyzőkönyv |              |

| Rákóczi Stadion, Kaposvár Játékvezető: Gaál Gyöngyi |

| 2013. november 20. 13:00 |

| Zalaegerszeg                                                     | 4 – 2               | Pécsi MFC                               |
| ---------------------------------------------------------------- | ------------------- | --------------------------------------- |
| Vayer 18' (11-esből) 55' Pál 83' Sipőcz 89' Németh 65' Varga 72' | (1 – 2) Jegyzőkönyv | 10' 30' Wittrédi 35' Deutsch 82' Kővári |

| Műfüves pálya, Zalaegerszeg Játékvezető: Kulcsár Katalin |

| Csapat            | M | Gy | D | V | G+ | G– | Gk  | P  |
| ----------------- | - | -- | - | - | -- | -- | --- | -- |
| Kaposvári Rákóczi | 6 | 5  | 0 | 1 | 19 | 4  | +15 | 15 |
| Pécsi MFC         | 6 | 3  | 1 | 2 | 12 | 8  | +4  | 10 |
| Siófok            | 6 | 2  | 1 | 3 | 7  | 15 | –8  | 7  |
| Zalaegerszegi TE  | 6 | 1  | 0 | 5 | 5  | 16 | –11 | 3  |

## Gólok
| #        | Nemz.       | Poszt    | Játékos          | NB II | Kupa | Ligakupa | Összesen |
| -------- | ----------- | -------- | ---------------- | ----- | ---- | -------- | -------- |
| 5        | montenegrói | CS       | Darko Pavićević  | 10    | 1    |          | 11       |
| 11       | magyar      | CS       | Vittman Ádám     | 6     |      |          | 6        |
| 11       | magyar      | CS       | Vayer Gábor      |       | 2    | 2        | 4        |
| 15       | magyar      | KP       | Kulcsár Kornél   | 3     |      |          | 3        |
| 25       | magyar      | CS       | Babati Benjamin  | 2     |      |          | 2        |
| 20       | szlovén     | CS       | Denis Grbić      | 4     | 2    |          | 6        |
| 26       | magyar      | CS       | Bíró András      |       | 1    |          | 1        |
| 3        | magyar      | V        | Nánási Balázs    | 2     |      |          | 2        |
| 13       | magyar      | KP       | Simonfalvi Gábor | 2     |      |          | 2        |
| 24       | brazil      | KP       | Bernardo Frizoni | 5     |      |          | 5        |
| 8        | magyar      | KP       | Szegleti Gergely |       |      | 1        | 1        |
| 13       | magyar      | V        | Pál Dávid        |       |      | 1        | 1        |
| 16       | magyar      | CS       | Sipőcz Gábor     |       |      | 1        | 1        |
| 6        | szerb       | V        | Milan Bogunović  | 4     |      |          | 4        |
| 32       | magyar      | KP       | Holdampf Gergő   | 1     |      |          | 1        |
| 14       | magyar      | V        | Preklet Csaba    | 1     |      |          | 1        |
| 18       | magyar      | V        | Kovács Gergő     | 1     |      |          | 1        |
| 19       | magyar      | V        | Kocsis Adrián    | 1     |      |          | 1        |
| öngól    | öngól       | öngól    | öngól            | 1     |      |          | 1        |
| Összesen | Összesen    | Összesen | Összesen         | 43    | 6    | 5        | 54       |

## Bajnoki helyezések fordulónként
| Forduló  | 1. | 2.  | 3.  | 4. | 5.  | 6.  | 7.  | 8. | 9. | 10. | 11. | 12. | 13. | 14. | 15. | 16. | 17. | 18. | 19. | 20. | 21. | 22. | 23. | 24. | 25. | 26. | 27. | 28. | 29. | 30. |
| -------- | -- | --- | --- | -- | --- | --- | --- | -- | -- | --- | --- | --- | --- | --- | --- | --- | --- | --- | --- | --- | --- | --- | --- | --- | --- | --- | --- | --- | --- | --- |
| Helyszín | I  | O   | I   | O  | I   | O   | I   | I  | O  | I   | O   | I   | O   | I   | O   | O   | I   | O   | I   | O   | I   | O   | O   | I   | O   | I   | O   | I   | O   | I   |
| Eredmény | D  | D   | V   | Gy | V   | V   | Gy  | Gy | Gy | V   | Gy  | Gy  | D   | V   | Gy  | Gy  | D   | D   | D   | V   | V   | D   | Gy  | D   | D   | V   | D   | D   | D   | V   |
| Helyezés | 9. | 10. | 14. | 9. | 12. | 14. | 11. | 8. | 5. | 8.  | 6.  | 6.  | 6.  | 8.  | 8.  | 5.  | 5.  | 6.  | 6.  | 7.  | 9.  | 9.  | 8.  | 7.  | 8.  | 8.  | 8.  | 9.  | 8.  | 9.  |

Magyarázat
- Gy: győzelem, D: döntetlen, V: vereség